# 舌回
舌回（英文：Lingual gyrus），是枕颞内侧回（medial occipitotemporal gyrus）的一部分（另一部分为海马旁回），是大脑枕叶的一个脑回，位于大脑半球内侧面，外形呈舌状。舌回与视觉信号处理有关，也逻辑分析和视觉记忆相关。

## 结构
舌回位于距状沟之下，外后方为侧副裂，前部延伸至海马旁回。舌回和海马旁回常被称为枕颞内侧回，与梭状回（枕颞外侧回）相对应。

## 功能
舌回含有初级视觉皮层区域，接收视网膜下部的视觉信号，并参与分析复杂图像、存储视觉记忆等。
舌回处的视觉皮层与词汇的认知相关。

## 临床
舌回异常或受损可能与视雪症、失语症有关。与年轻人的焦虑和抑郁心理也相关。

## 图像

舌回位于红色标记处
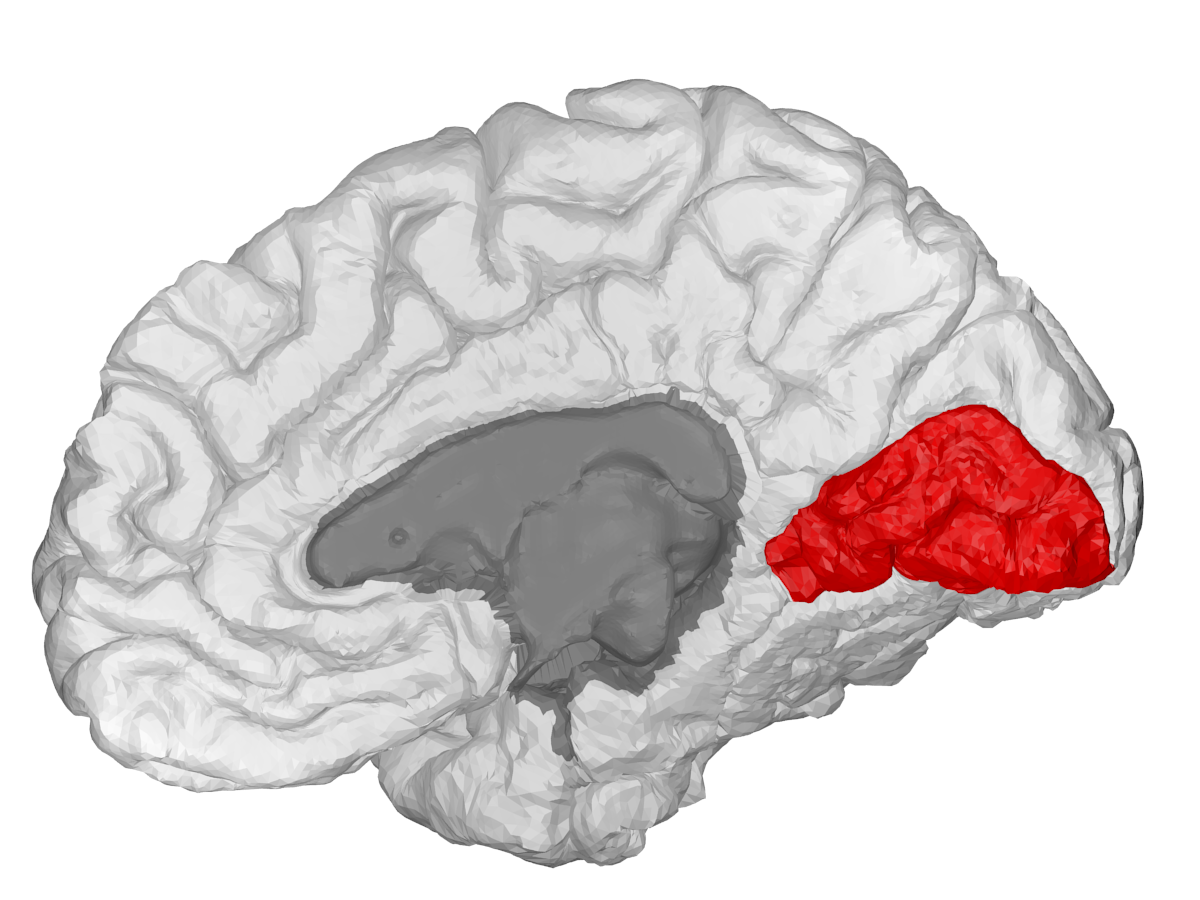
右侧大脑半球（舌回位于红色标记处）